# Kumano (Mie)
Kumano (熊野市 Kumano-shi?) es una ciudad localizada en la prefectura de Mie, Japón. En junio de 2019 tenía una población de 16.140 habitantes y una densidad de población de 43,2 personas por km². Su área total es de 373,35 km².

## Geografía

### Municipios circundantes
- Prefectura de Mie
  - Owase
  - Mihama
  - Kihō
- Prefectura de Wakayama
  - Shingū
  - Kitayama
- Prefectura de Nara
  - Kamikitayama
  - Shimokitayama
  - Totsukawa

## Demografía
Según datos del censo japonés, la población de Kumano ha disminuido en los últimos años.
| Año del censo | Población |
| ------------- | --------- |
| 1995          | 24.067    |
| 2000          | 22.640    |
| 2005          | 21.230    |
| 2010          | 19.662    |
| 2015          | 17.322    |